# Acacia dissimilis
Acacia dissimilis é uma espécie de leguminosa do gênero Acacia, pertencente à família Fabaceae.